# Cornell Woolrich
Cornell Woolrich, all'anagrafe Cornell George Hopley-Woolrich, noto anche con lo pseudonimo di William Irish e George Hopley (New York, 4 dicembre 1903 – New York, 25 settembre 1968), è stato uno scrittore statunitense.

## Biografia

### Primi anni
Cornell Woolrich, figlio di genitori separati, trascorse la prima infanzia in Messico, dove si erano stabiliti i genitori e dove lui restò – dopo la loro separazione –con il padre, che era un messicano con sangue canadese. In seguito, fino all'adolescenza, abitò in parte a Manhattan, dove risiedeva nel periodo scolastico con la madre Claire Attalie Woolrich, figlia di un ebreo russo, e in parte in Messico. Un episodio importante della vita dell'autore è la visione insieme al nonno dell'opera di Puccini Madama Butterfly, che gli comunicò il senso del tragico.
Tornato a Manhattan dalla madre, si iscrisse nel 1921 alla Columbia University, dove fu allievo di Harrison R. Steeves, che teneva un corso sulla narrativa. Episodio fondamentale per la sua scrittura fu un periodo di malattia: senza poter uscire, cominciò a scrivere il suo primo libro, Cover Charge, con situazioni e personaggi simili a quelli di Francis Scott Fitzgerald, autore molto amato da Woolrich. Il romanzo fu pubblicato nel 1926 e Cornell Woolrich decise che la sua vita era fatta per la narrativa: lasciò l'università. L'anno successivo vinse un concorso indetto dalla rivista College Humor e dalla società cinematografica First National Picture con il romanzo Children of the Ritz. I premi erano di 10 000 dollari e la riduzione del libro in film. Da qui scaturì la collaborazione con la casa cinematografica che nel 1929 lo portò a Hollywood con un contratto come sceneggiatore. Non è però ben chiaro quale sia stato in quel periodo il suo contributo cinematografico. Pare anzi che non abbia scritto alcuna sceneggiatura, neppure quella del film Children of the Ritz diretto nel 1929 da John Francis Dillon e tratto dall'omonimo romanzo dello scrittore newyorkese. L'unico possibile - ma non certo - contributo potrebbe essere quello alla sceneggiatura di tre film diretti dal regista danese Benjamin Christensen: The Haunted House, Sette passi verso Satana (Seven Footprints to Satan) e House of Horror. Nei titoli infatti compare il nome di William Irish, pseudonimo che però Woolrich adotterà come romanziere solo nel 1942.

### Rapporto con la madre
Mentre era a Hollywood, nel 1930, Woolrich esplorò la sua sessualità, apparentemente impegnandosi in quella che Francis M. Nevins Jr. descrive come "attività omosessuale promiscua e clandestina" e sposando Violet Virginia Blackton, la figlia ventunenne di J. Stuart Blackton, uno dei fondatori dello studio Vitagraph.  Il matrimonio, mai consumato, fu annullato dopo tre mesi. In seguito Woolrich tornò a New York dalla madre con la quale visse praticamente sempre. Sintomatiche di questo suo anomalo rapporto con la madre sono le parole con cui lo scrittore chiarì una strana epigrafe posta all'inizio del romanzo La donna fantasma (Phantom Lady) del 1942:
In totale gratitudine

(per non doverci vivere più).»
(Cornell Woolrich, La donna fantasma)
Woolrich nel 1968 affermò:

### Maturità artistica
Dopo aver lasciato Hollywood ed essere tornato dalla madre, Woolrich pubblicò nel 1932 il romanzo che è il migliore tra i suoi scritti giovanili, già caratterizzato dalle atmosfere noir che contraddistinguono la sua opera, Manhattan Love Song da cui è tratto l'omonimo film del 1934 diretto da Leonard Fields. Il 1933 segna una svolta importante nella carriera di Woolrich: il suo libro I Love Paris non fu accettato da nessun editore e in un momento di rabbia il giovane autore lo distrusse buttandolo nella spazzatura. Afflitto dalla mancanza di denaro e depresso, decise di abbandonare il mainstream per dedicarsi a un genere più in voga e redditizio e più affine alle sue corde, così si rivolse agli editori dei pulp magazine. Nel 1934 pubblicò sulla rivista pulp Detective Fiction Weekly il suo primo racconto di suspense, Death Sits in a Dentist's Chair, seguito negli anni fino al 1939 da più di cento racconti pubblicati su riviste prestigiose come Black Mask ma anche su riviste molto scadenti.
Nel 1940 tornò al romanzo con La sposa era in nero (The Bride Wore Black), dando così inizio alla cosiddetta "serie nera", una fortunata sequenza di romanzi che influenzerà non solo il roman noir francese, ma anche il cinema: proprio La sposa era in nero diventerà nel 1967 il film di François Truffaut, La sposa in nero, e molti degli altri suoi romanzi verranno ripresi con successo da Hollywood.
Nel 1942 scrisse con lo pseudonimo William Irish il racconto It Had to be Murder, che ne 1944 fu rinominato Rear Window (La finestra sul cortile) e divenne un film omonimo di Alfred Hitchcock.
La sua fase più creativa durò fino al 1948: in questi anni pubblicò gli altri cinque romanzi della serie nera: Sipario nero (The Black Curtain, 1941), L'alibi nero (Black Alibi, 1942), L'angelo nero (Black Angel, 1943), L'incubo nero (The Black Path of Fear, 1944) e Appuntamenti in nero (Rendezvous in Black, 1948), premiato nel 1975 con il Martin Beck Award. Contemporaneamente scrisse altri capolavori con gli pseudonimi di William Irish, tra i quali La donna fantasma (Phantom Lady, 1942) e George Hopley, tra i quali La notte ha mille occhi (Night Has a Thousand Eyes, 1945).
Tutte queste opere sono pervase dai temi della morte e della solitudine, da un'atmosfera angosciosa e incalzante che ha valso a Woolrich la definizione di "inventore del romanzo nero", ma anche dalla appassionata partecipazione alla disperazione e al dolore delle sue vittime, spesso appartenenti alle classi più diseredate.
La vita di Woolrich fu drammatica come i suoi romanzi. Proprio al culmine del successo, perse la voglia di scrivere e di vivere, anche per la malattia della madre, e incominciò a bere e a isolarsi, fino a non uscire più di casa. Claire Attalie Woolrich morì nel 1957.
Il suo alcolismo e la sua salute peggiorarono costantemente: si ammalò di diabete e trascurò a tal punto un'infezione al piede che quando finalmente fu visitato da un medico, la gamba era in gangrena e dovette essere amputata. Trascorse gli ultimi giorni su una sedia a rotelle, isolato, assistito solo dai camerieri dell'albergo. Morì lasciando incompiuti l'autobiografia e due romanzi, uno dei quali si chiamava significativamente The Loser (il perdente). Fu sepolto nel Ferncliff Cemetery a Hartsdale (New York). Lasciò un patrimonio di quasi un milione di dollari alla Columbia University per un fondo per giovani scrittori intestato alla madre.

## Opere

### Romanzi
- Cover Charge, New York, Boni & Liveright, 1926
- Children of the Ritz, New York, Cloth, 1927
- Times Square, New York, Horace Liveright, 1929
- A Young Man's Heart, New York, Mason Publishing, 1930
- The Time of Her Life, New York, Horace Liveright, 1931
- Manhattan Love Song, New York, W. Godwin, Inc., 1932
  - Manhattan Love Song, in Interno Giallo, Milano, Arnoldo Mondadori Editore, 1989
  - Manhattan Love Song, I Classici del Giallo Mondadori n. 813, Milano, Arnoldo Mondadori Editore, 1998
- I Love You, Paris, 1933 [non pubblicato]
  - (EN) Darkness at dawn. Early Suspense Classics, P. Bedrick Books, 1989, ISBN 9780872262041, OCLC 17442322.
- The Eye of Doom, 1939, romanzo in 4 puntate; col titolo The Doom Stone, New York, Avon Book Division, 1960
  - La pietra maledetta, trad. di Mauro Boncompagni, I Classici del Giallo Mondadori n.773, Milano, Arnoldo Mondadori Editore, agosto 1996; I Classici del Giallo Mondadori n.1480, maggio 2024
- The Bride Wore Black, Mattituck, Aeonian Press, 1940
  - La sposa era in nero, in Il Giallo Mondadori, n. 50, Milano, Arnoldo Mondadori Editore, 1948
- The Black Curtain, New York, Simon and Schuster, 1941
  - Sipario nero, in Il Giallo Mondadori, n. 56, Milano, Arnoldo Mondadori Editore, 1949
- Black Alibi, Jonathan Press Mystery, n. 23, New York, Mercury Press, 1942
  - L'alibi nero, in Il Giallo Mondadori, n. 222, Milano, Arnoldo Mondadori Editore, 1953
- The Black Angel, in Bestseller Mystery, n. 206, New York, Joseph W. Ferman, 1943
  - L'angelo nero, in Il Giallo Mondadori, n. 103, Milano, Arnoldo Mondadori Editore, 1950
- The Black Path of Fear, in Jonathan Press Mystery, n. 61, New York, Mercury Press, 1944
  - L'incubo nero, in Il Giallo Mondadori, n. 87, Milano, Arnoldo Mondadori Editore, 1950
- Rendezvous in Black, New York, Rinehart & Company, 1948
  - Appuntamenti in nero, in Il Giallo Mondadori, n. 100, Milano, Arnoldo Mondadori Editore, 1950
- Savage Bride, n. 136, New York, Fawcett Publication, 1950.
  -  Frontiera sconosciuta, collana Il Giallo Mondadori, n. 1502, Milano, Arnoldo Mondadori Editore, 1977.
  -  Frontiera selvaggia, in Magia Gialla, n. 9, Collana Gli speciali del Giallo Mondadori, Milano, Mondadori, 1996, OCLC 797748450.
- You'll Never See Me Again, 1951
- Hotel Room, New York, Random House, 1958
- Death is My Dancing Partner, n. G-374, New York, Pyramid Books, 1959
  - La morte danza con me, Il Giallo Mondadori n. 2183, Milano, Arnoldo Mondadori Editore, 1990
- Into the Night, New York, The Mysterious Press, 1987 (completato da Lawrence Block)
  - Dentro la notte, Il Giallo Mondadori n.2000, Milano, Arnoldo Mondadori Editore, 1987

### Romanzi firmati William Irish
- Marihuana, 1941
- Phantom Lady, New York, Collier & Son Corporation, 1942
  - La donna fantasma, I Classici del Giallo Mondadori n. 198, Milano, Arnoldo Mondadori Editore, 1974
- Deadline at Dawn, in Bestseller Mystery, n. B90, Filadelfia, A Story Press Book, 1944
  - Si parte alle sei, Il Giallo Mondadori n. 236, Milano, Arnoldo Mondadori Editore, 1953
- Waltz Into Darkness, Filadelfia, J. B. Lippincott, 1947 
  - Vertigine senza fine, Il Giallo Mondadori n. 516, Milano, Arnoldo Mondadori Editore, 1958
- I Married a Dead Man, Filadelfia/New York, J. B. Lippincott Company, 1948
  - Ho sposato un'ombra, Il Giallo Mondadori n. 285, Arnoldo Mondadori Editore, 1954
- Strangler's Serenade, in Detective Book Club, New York, Walter Black Inc., 1951
  - Dinastia di morti, Il Giallo Mondadori n. 445, Milano, Arnoldo Mondadori Editore, 1957
- Eyes That You Watch, 1952
- Bluebeard's Seventh Wife, 1952

### Romanzi firmati George Hopley
- Night Has a Thousand Eyes, New York, Farrar & Rinehart, 1945
  - La notte ha mille occhi, Il Giallo Mondadori n. 464, Milano, Arnoldo Mondadori editore, 1957
  - La notte ha mille occhi, trad. di Mauro Boncompagni, Il Giallo Mondadori Milano, Arnoldo Mondadori Editore, 1993
- Fright, New York,  Rinehart and Company, Inc., 1950
  - Vortice di paura, Il Giallo Mondadori n. 454, Milano, Arnoldo Mondadori Editore, 1957

### Raccolte antologiche (USA)
- (EN) Night and Fear. A Centenary Collection of Stories, Carroll & Graf, 2005, ISBN 0786715537, OCLC 58828872.

### Raccolte antologiche (Italia)
- Apocalisse gialla, Omnibus Gialli, Arnoldo Mondadori Editore, 1974. Oltre a due romanzi: La sposa era in nero, L’incubo nero, contiene i 10 racconti di "The Ten Faces of Cornell Woolrich", 1965
- Musica dalle tenebre, Biblioteca del Giallo Mondadori n. 14, 1982. Contiene gli 8 racconti di The Fantastic Stories of Cornell Woolrich: Il bacio del cobra, Musica dalle tenebre, Nelle fauci del leone, Sono pericolosa stasera, La lampada della memoria, Il corpo di Jane Brown, La luna di Montezuma, La vita di un'altra.
- Angeli nel buio, Altri misteri, Arnoldo Mondadori Editore, 1986. Contiene: Il suo uomo, L'ultimo valzer, Il libro che strillava, Il manichino che sorrideva, Le amiche, La porta chiusa, Compito in classe, La prigioniera.
- Appuntamenti in nero, Omnibus Gialli, Arnoldo Mondadori Editore, 1986. Contiene: Sipario nero, L'alibi nero, L’angelo nero, Appuntamenti in nero.
- Vortice di paura, Altri misteri, Arnoldo Mondadori Editore, 1987. Oltre al romanzo Vortice di paura, contiene i 16 racconti di Nightwebs (Il colore del nulla).
- Incubo e altre storie, Il Giallo Mondadori n. 2114, 1989. Contiene: Incubo, La morte sulla poltrona del dentista, La stanza maledetta.
- Delitto in prestito e altre storie, Il Giallo Mondadori n. 2141, 1990. Contiene: Delitto in prestito, Il capo triangolare, Agente investigativo William Brown, Conto inattivo.
- Marijuana e altre storie, Il Giallo Mondadori n. 2166, 1990. Contiene: Marijuana, Una mela al giorno, Murder Story, Morte in ascensore, I segreti della notte.
- Ossessione, Omnibus Gialli, Arnoldo Mondadori Editore, 1990. Contiene tutte opere firmate William Irish: il romanzo La donna fantasma, i 6 racconti di After-Dinner Story, e il racconto Dinastia di morti.
- Sei notti di mistero, Il Giallo Mondadori n. 2201, 1991. Contiene: Una notte a Chicago, Una notte a Hollywood, Una notte a New York, Una notte a Montréal, Una notte a Parigi, Una notte a Zacamoras.
- L'impronta dell'assassino, Il Giallo Mondadori n. 2269, 1992. Contiene: L'impronta dell'assassino, Alle tre in punto, Se dovessi morire prima di svegliarmi, Un mazzo di rose rosse, Un delitto vale l'altro, La scappatoia.
- La luce alla finestra, Mondadori, 1992; I classici del giallo Mondadori, n. 893, 2001. Contiene: Il detective danzante, Due amici in una camera ammobiliata, La pelliccia, Galoppino, La luce alla finestra, Muta come una tomba, Dilemma, L'unghia.
- Per l'ultima volta, Kathleen, Il Giallo Mondadori n. 2321, 1993. Contiene: Per l'ultima volta, Kathleen, Provino, Una strana eredità, La disperata difesa della signora Dellford, Un problema di balistica, Il cadavere nel tappeto, Notte d'incubo.
- La settima moglie di Barbablù, Il Giallo Mondadori n. 2369, 1994. Contiene: La settima moglie di Barbablù, La mattina dopo il delitto, Silhouette, Il cappello, Attraverso l'occhio di un morto, Scala antincendio.
- L'ultimo strip-tease (The Fatal Footlights), Il Giallo Mondadori n. 2425, 1995. Contiene: Il cane dalla gamba di legno, La collana di perle, La morte vince alla lotteria, Le rose morte, Giocarsi la pelle, L'ultimo strip-tease, Intento di uccidere.
- Se i morti potessero parlare, Il Giallo Mondadori n. 2476, 1996. Contiene: Se i morti potessero parlare, Zucchero pesante, Risveglio, La ragazza di Endicott, I delitti del punteruolo, Distrazione fatale, Il caso del diamante orfano, La pietra della morte, Un minuto per morire.
- Gli occhi che parlano, Il Giallo Mondadori n. 2527, 1997. Contiene: Taxi Girl, Gli occhi che parlano, Morte al terzo round, La fuga, New York Blues.
- Le due morti di Barney Slabaugh, Il Giallo Mondadori n. 2587, 1998. Contiene: Le due morti di Barney Slabaugh, Funerale, Delitto all'opera, Il caso della manicure sbadata, La scarpa, Titolo di giornale, Passi che si avvicinano, Uno strano divorzio.
- New York Blues (prima parte di Night and Fear), I Canguri Feltrinelli, 2006. Contiene: New York Blues, La sigaretta, Doppio spettacolo, Zucchero indigesto, Blu sta per coraggio, Puoi scommetterci la pelle, Morte a Yoshiwara, Rosa di morte.
- Giallo a tempo di Swing (seconda parte di Night and Fear), I Canguri Feltrinelli, 2007. Contiene: La figlia di Endicott, Detective William Brown, Pezzo forte per l'assassino, L'occhio del morto, Ribalta fatale, Tre omicidi per uno.
- Questa notte, da qualche parte a New York, Kowalski, 2009. Contiene: La mattina dopo l'omicidio, La notte del 17 febbraio 1924 (unico capitolo di Hotel Room apparso su rivista), Indirettamente omicidio, Un centesimo a parola, È uscito il tuo numero, Un giorno troppo bello per morire, Mannequin, L'intento di uccidere, Per il resto della vita, 5 capitoli dell'ultimo romanzo incompiuto: Questa notte, da qualche parte a New York (Tonight, Somewhere in New York, tit.alt.:The Loser), e due capitoli del manoscritto autobiografico Blues of a Lifetime: La povera ragazza, Anche Dio sentiva la Depressione.

### Racconti
I racconti di Woolrich sono numerosi e a volte sono stati pubblicati in diverse antologie. Anche le edizioni in italiano non necessariamente rispettano il contenuto delle antologie originali. Di seguito è riportato l'elenco delle antologie; i racconti ripubblicati in una nuova antologia sono indicati con (R).

#### Racconti in antologia
- I Wouldn't Be in Your Shoes, 1943, (William Irish), J.B. Lippincott Company, Philadelphia & New York, USA
  - Music from the Dark, 1935, (Musica dalle tenebre)
  - I Wouldn't Be in Your Shoes, (L'impronta dell'assassino)
  - Three O'Clock, 1938, (Alle tre in punto)
  - The Red Tide, 1940, (Fino alla fine)
  - Nightmare, 1941, (Incubo)
- After-Dinner Story, 1944, (William Irish), J. B. Lippincott Company, Philadelphia, USA 
  - The Night Reveals, 1936, (I segreti della notte)
  - Murder-Story, 1937, (Murder story)
  - After-Dinner Story, 1938, (Morte in ascensore)
  - Marihuana, 1941, (Marijuana)
  - Rear Window, 1942, (La finestra sul cortile)
  - An Apple a Day, 1944, (Una mela al giorno)
- If I Should Die Before I Wake (William Irish), 1945, Avon Murder Mystery Monthly, New York, USA 
  - Change of Murder, 1936, (Un delitto vale l'altro)
  - I'll Never Play Detective Again, 1937, (Un mazzo di rose rosse)
  - If I Should Die Before I Wake, 1937, (Se dovessi morire prima di svegliarmi)
  - Two Murders, One Crime[N 1], 1942, (La scappatoia, Tre omicidi per uno)
  - Mind Over Murder, 1943, (Le due amiche)
  - The Man Upstairs, 1945, (Le due facce della verità)
- Borrowed Crime and Other Stories (William Irish), 1946, Avon, New York, USA
  - The Cape Triangular, 1938, (Il capo triangolare)
  - Detective William Brown, 1938, (Agente investigativo William Brown)
  - Borrowed Crime, 1939, (Delitto in prestito)
  - Chance, 1942, (Conto inattivo)
- The Dancing Detective (William Irish), 1946, J. B. Lippincott Company, Philadelphia, USA (La luce alla finestra, Mondadori, 1992)
  - The Dancing Detective, 1938, (Il detective danzante)
  - The Detective Dilemma, 1940, (Dilemma)
  - The Fingernail, 1941, (L'unghia)
  - Two Fellows in a Furnished Room, 1941, (Due amici in una camera ammobiliata)
  - Leg Man, 1943, (Galoppino)
  - Fur-Jacket, 1944, (La pelliccia)
  - Silent as the Grave, 1945, (Muta come una tomba)
  - The Light in the Window, 1946, (La luce alla finestra)
- Dead Man Blues (William Irish), 1948, J. B. Lippincott, Philadelphia, USA 
  - Your Own Funeral, 1937
  - You Take Ballistics, 1938, (Un problema di balistica)
  - Steps Going Up, 1939, (Gli scalini del patibolo)
  - Adventures of a Fountain Pen, 1945, (Le avventure di una penna stilografica)
  - Fire Escape, 1947, (Scala antincendio)
- The Blue Ribbon (William Irish), 1949, J. B. Lippincott Company, Philadelphia e New York, USA
  - Wardrobe Trunk, 1936, (La collana di perle)
  - The Dog With the Wooden Leg 1939, (Il cane dalla gamba di legno)
  - The Death Stone, 1943, (La pietra della morte)
  - If the Dead Could Talk, 1943, (Se i morti potessero parlare)
- Nightmare, (William Irish) 1950, The Reader's Choice Library Numero 12, New York, USA
  - Screen Test (tit. alt. Preview of death), 1934, (Provino)
  - Three O'Clock, 1938, (R)
  - I'll Take You Home, Kathleen (tit. alt. One last night), 1940, (Per l'ultima volta, Kathleen)
  - Nightmare, 1941, (Incubo) (R)
  - Bequest, 1942, (Una strana eredità)
- Six Nights of Mystery (William Irish), 1950, Popular Library Books. New York, USA 
  - One Night in Montréal, 1936, (Una notte a Montréal)
  - One Night in Paris, 1936, (Una notte a Parigi)
  - One Night in New York, 1937, (Una notte a New York)
  - One Night in Chicago, 1939, (Una notte a Chicago)
  - One Night in Zacamoras, 1940, (Una notte a Zacamoras)
  - One Night in Hollywood, 1944, (Una notte a Hollywood)
- Somebody on the Phone (William Irish), 1950, J. B. Lippincott, Philadelphia, USA
  - Death Sits in the Dentist's Chair, 1934, (La morte sulla poltrona del dentista)
  - Johnny On the Spot, 1936, (Il suo uomo)
  - The Night I Died, 1936 (La notte in cui morii)
  - Somebody on the Phone, 1937, (Qualcuno al telefono)
  - The Room With Something Wrong, 1938, (La stanza maledetta)
  - One Night in Chicago, 1939, (Una notte a Chicago) (R)
- Eyes That Watch You, 1952, Rinehart, New York, USA
  - Stuck (tit. alt. Stuck with Murder, 1937
  - Damned clever, these Americans (tit. alt. Clever, these Americans), 1937
  - Flat tire (tit. alt. Short Order Kill), 1938
  - The Case of the Talking Eyes (tit. alt. Eyes That Watch You, The Talking Eyes), 1939, (Gli occhi che parlano)
  - Charlie won't be Home Tonight, 1939
  - All at once, no Alice, 1940, (E di colpo Alice scompare)
  - Murder with a u (tit. alt. U, as in Murder), 1941
- Bluebeard's Seventh Wife (William Irish), 1952, Popular Library Books, New York, USA
  - Bluebeard's Seventh Wife, 1936, (La settima moglie di Barbablù)
  - Morning After Murder, 1952, (La mattina dopo il delitto)
  - The Humming Bird Comes Home, 1937, (Gli occhi dell’anima)
  - The Hat, 1939, (Il cappello)
  - Silhouette, 1939, (Silhouette)
  - Through a Dead Man's Eye, 1939, (Attraverso l'occhio di un morto)
- Violence, 1958, Dodd Mead & Company, New York, USA
  - Steps Going Up, 1939, (Gli scalini del patibolo) (R)
  - The Town Says Murder, 1942, (La disperata difesa della signora Dellford)
  - Death Escapes the Eye, 1947 (tit.alt.: Murder, obliquely), (La porta chiusa, Indirettamente omicidio)
  - The Moon of Montezuma, 1952, (La luna di Montezuma)
- Beyond the Night, 1959, Avon Book Division, Hearst Corp., New York, USA
  - Music from the Dark (R), (apparso come Dark Melody of Madness su Dime Mystery Magazine, 1935)
  - The Lamp of Memory, 1937, (La lampada della memoria)
  - The Moon of Montezuma, 1952, (La luna di Montezuma) (R)
  - Somebody's Clothes - Somebody's Life, 1958, (La vita di un'altra)
  - The Number's Up, 1959, (La stanza d’albergo n.116, tit.alt.: È uscito il tuo numero)
  - My Lips Destroy, 1959 (Revision of the 1939 story Vampire's Honeymoon)
- The Ten Faces of Cornell Woolrich, 1965, Simon and Schuster, New York, USA (in Apocalisse gialla, Mondadori, 1974)
  - The Most Exciting Show in Town, 1936, (Fuori programma)
  - The Night Reveals, 1936, (I segreti della notte) (R)
  - The Hummingbird Comes Home, 1937, (Gli occhi dell’anima), (R)
  - Somebody on the Phone, 1937, (Qualcuno al telefono) (R)
  - Steps Going Up, 1939, (Gli scalini del patibolo) (R)
  - I Won't Take a Minute, 1940, (Il tredicesimo giorno)
  - Adventures of a Fountain Pen, 1945, (Le avventure di una penna stilografica) (R)
  - The Man Upstairs, 1945, (Le due facce della verità) (R)
  - One Drop of Blood, 1962, (Un'altra storia, un'altra vita)
- The Dark Side of Love, 1965, Walker & Company, New York, USA
  - Somebody's Clothes - Somebody's Life, tit. alt. Somebody Else's Life (1958) (R)
  - The Poker Player's Wife (1962)
  - Story to be Whispered (1963)
  - When Love Turns (1964)
  - The Clean Fight (1965)
  - The Idol with the Clay Bottom (1965)
  - I'm Ashamed (1965)
  - Too Nice a Day to Die (1965) (Troppo felice per morire, tit.alt.: Un giorno troppo bello per morire),
- Nightwebs (postuma), 1971, Harper & Row, New York, USA (Il colore del nulla, in Vortice di paura, Mondadori, 1987) 
  - Graves for the Living, 1937, (Tombe per i vivi)
  - The Corpse Next Door, 1937, (Il cadavere della porta accanto)
  - Dead on Her Feet, 1935, (La morte a passo di danza)
  - Death in the Air, 1936, (Morte nell’aria)
  - One and a Half Murders, 1936, (Un delitto e mezzo)
  - Dusk to Dawn, 1937, (Dal crepuscolo all’alba)
  - Murder at the Automat, 1937, (Delitto al ristorante)
  - Mamie'n'Me, 1938, (Mamie e io)
  - The Screaming Laugh, 1938, (Risata fatale)
  - You'll Never See Me Again, 1939, (Non mi vedrai mai più)
  - The Red Tide, 1940, (Fino alla fine) (R)
  - One Night in Barcelona, 1947, (Una notte a Barcellona)
  - The Penny-a-Worder, 1958, (Una storia da quattro soldi, tit. alt.: Un centesimo a parola)
  - The Number's Up, 1959, (La stanza d’albergo n.116, tit.alt.: È uscito il tuo numero), (R)
  - Too Nice a Day to Die, 1965, (Troppo felice per morire, tit.alt.: Un giorno troppo bello per morire), (R)
  - Life is Weird Sometimes (L’ironia della sorte)[N 2]
- Angels of Darkness, 1978, Mysterious Press, New York, USA (Angeli nel buio, Mondadori, 1986)
  - Johnny on the Spot, 1936, (Il suo uomo)
  - Waltz, 1937, (L'ultimo valzer)
  - The Book That Squealed, 1939, (Il libro che strillava)
  - Meet Me by the Mannequin, 1940, (Il manichino che sorrideva)
  - Mind Over Murder, 1943, (Le amiche)
  - Death Escapes the Eye, 1947, (La porta chiusa)
  - Murder at Mather's Knee, 1941, (Compito in classe)
  - For the Rest of Her Life, 1968, (La prigioniera)
- The Fantastic Stories of Cornell Woolrich, 1981, a cura di Charles G. Waugh e Martin H. Greenberg, Southern Illinois University Press (Musica dalle tenebre, Mondadori, 1982)
  - Kiss of the Cobra, 1935, (Il bacio del cobra)
  - Dark Melody of Madness (tit. alt. Papa Benjamin, Music from the Dark), 1935, (Musica dalle tenebre)
  - Speak to Me of Death, 1937, (Nelle fauci del leone)
  - I’m Dangerous Tonight, 1937, (Sono pericolosa stasera)
  - Guns, Gentlemen (also known as The Lamp of Memory, and Twice-Trod Path), 1937, (La lampada della memoria)
  - Jane Brown’s Body, 1938, (Il corpo di Jane Brown)
  - The Moon of Montezuma, 1952, (La luna di Montezuma)
  - Somebody’s Clothes—Somebody’s Life, (tit. alt. Somebody Else’s Life), 1958, (La vita di un'altra)

#### Racconti non antologizzati
- Le due morti di Barney Slabaugh, (The Two Deaths of Barney Slabaugh), 1936
- Notte d'incubo (The Living Lie Down With the Dead), 1936
- Giocarsi la pelle (You Bet Your Life), 1937
- Zucchero pesante (The Heavy Sugar), 1937
- La morte vince alla lotteria (Post Mortem), 1940
- L'ultimo strip-tease (The Fatal Footlights), 1941
- Le rose morte (The Death Rose), 1943
- Intento di uccidere (Intent to Kill), 1967
- New York Blues (New York Blues), racconto postumo, 1970
  -  New York Blues, Milano, Feltrinelli, 2006, ISBN 9788807701764, OCLC 799338995.

## Filmografia
Oltre ai film seguenti, da opere di Woolrich sono stati tratti anche una cinquantina di telefilm appartenenti ad una serie, di solito di durata compresa tra i 30' e i 60'.

### Cinema
- Children of the Ritz, regia di John Francis Dillon (1929) - dal romanzo omonimo
- Manhattan Love Song, regia di Leonard Fields (1934) - dal romanzo omonimo
- Convicted, regia di Leon Barsha (1938) - dal racconto Face Work
- Street of Chance, regia di Jack Hively (1942) - dal romanzo The Black Curtain (Sipario nero)
- L'uomo leopardo (The Leopard Man), regia di Jacques Tourneur (1943) - dal romanzo Black Alibi (L'alibi nero)
- La donna fantasma (Phantom Lady), regia di Robert Siodmak (1944) - dal romanzo omonimo
- The Mark of the Whistler, regia di William Castle (1944) - dal racconto Dormant Account
- In nome dell'amore (Deadline at Dawn), regia di Harold Clurman (1946) - dal romanzo omonimo
- L'angelo nero (The Black Angel), regia di Roy William Neill (1946) - dal romanzo omonimo
- Incatenata (The Chase), regia di Arthur Ripley (1946) - dal romanzo The Black Path of Fear (L'incubo nero)
- Fall Guy, regia di Reginald Le Borg (1947) - dal racconto Cocaine, a.k.a C-Jag
- The Guilty, regia di John Reinhardt (1947) - dal racconto He Looked Like Murder
- Angoscia nella notte (Fear in the Night), regia di Maxwell Shane (1947) - dal racconto Nightmare
- The Return of the Whistler, regia di David Ross Lederman (1948) - dal racconto All at Once, No Alice
- L'impronta dell'assassino (I Wouldn't Be in Your Shoes), regia di William Nigh (1948) - dal racconto omonimo
- La notte ha mille occhi (Night has a Thousand Eyes), regia di John Farrow (1948) - dal romanzo omonimo
- La finestra socchiusa (The Window), regia di Ted Tetzlaff (1949) - dal racconto The Boy Cried Murder e premiato nel 1950 con l'Edgar Award per la migliore sceneggiatura
- Non voglio perderti (No Man of Her Own) regia di Mitchell Leisen (1950) - dal racconto They Call Me Patrice e dal romanzo I Married a Dead Man
- El Pendiente, regia di León Klimovsky (1951) - dal racconto The Earring, a.k.a. The Death Stone
- L'impronta di un bacio (La huella de unos labios), regia di Juan Bustillo Oro (1952) - dal racconto El cuello de la camisa[Titolo originale?], firmato come William Irish
- Si muero antes de despertar, regia di Carlos Hugo Christensen (1952) - dal racconto If I Should Die Before I Wake
- No abras nunca esta puerta, regia di Carlos Hugo Christensen (1952) - dai racconti Somebody on the Phone e Humming Bird Comes Home
- La finestra sul cortile (Rear Window), regia di Alfred Hitchcock (1954) - dal racconto Rear Window, a.k.a. It Had to Be Murder
- Domanda di grazia (Obsession), regia di Jean Delannoy (1954) - dai racconti If the Dead Could Talk e Silent as the Grave
- Giorni di dubbio (Nightmare), regia di Maxwell Shane (1956) - dal racconto Nightmare
- El ojo de cristal, regia di Antonio Santillàn (1956) - dal racconto Through A Dead Man's Eye, firmato come William Irish
- Delitto blu (Escapade), regia di Ralph Habib (1957) - dal racconto Cinderella and the Mob
- Shisha to no kekkon, regia di Osamu Takahashi (1960) - dal romanzo I Married a Dead Man
- Bire on vardi, regia di Memduh Un (1963) - dal romanzo Deadline at Dawn
- Aa bakudan, regia di Kihachi Okamoto (1964) - dal racconto Dipped in Blood
- Dro itsureba gantiadisas, regia di Neli Nenova e Geno Tsulaya (1965) - dal romanzo Deadline at Dawn
- The Boy Cried Murder, regia di George Breakston (1966) - dal racconto omonimo
- Yoru No Wana, regia di Tomimoto Sokichi (1967) - dal romanzo The Black Angel
- La sposa in nero (La mariée était en noir), regia di François Truffaut (1968) - dal romanzo The Bride Wore Black
- La mia droga si chiama Julie (La sirène du Mississipi), regia di François Truffaut (1969) - dal romanzo Waltz into Darkness
- Kati Patang, regia di Shakti Samanta (1970) - dal romanzo I Married a Dead Man
- Paura nella notte (Fear in the night), regia di Jimmy Sangster (1972) - dal racconto Nightmare
- Sette orchidee macchiate di rosso, regia di Umberto Lenzi (1972) - dal romanzo Rendezvous in Black (non accreditato)
- Martha, regia di Rainer Werner Fassbinder (1974) - dal racconto For the Rest of Her Life
- La pupa del gangster, regia di Giorgio Capitani (1974) - dal racconto Collared
- Union City, regia di Mark Reichert (1979) - dal racconto The Corpse Next Door
- Ho sposato un'ombra (J'ai épousé une ombre), regia di Robin Davis (1983) - dal racconto They Call Me Patrice e dal romanzo I Married a Dead Man
- La finestra sul delitto (Cloak & Dagger), regia di Richard Franklin (1984) - dal racconto The Boy Cried Murder
- Corsa in discesa, regia di Corrado Franco (1989) - dal racconto Debt of Honor
- Scambio di identità (Mrs. Winterbourne), regia di Richard Benjamin (1996) - dal racconto They Call Me Patrice e dal romanzo I Married a Dead Man
- La finestra sul cortile (Rear Window), regia di Jeff Bleckner (1998) - dal racconto Rear Windows, a.k.a. It Had to Be Murder
- Original Sin, regia di Michael Cristofer (2001) - dal romanzo Waltz into Darkness

### Televisione
- Rendezvous in Black regia di John Frankenheimer - film TV (1956) - dal romanzo omonimo
- You'll Never See Me Again, regia di Ted Post - film TV (1959) - dal racconto omonimo
- You'll Never See Me Again, regia di Jeannot Szwarc - film TV (1973) - dal racconto omonimo
- Vestito che uccide (I'm Dangerous Tonight), regia di Tobe Hooper - film TV (1990) - dal racconto omonimo
- Die Unschuld der Krahen, regia di Horst Johann Sczerba - film TV (1998) - dal racconto Momentum